# Arata Tomoyuki
Tomoyuki Arata (sinh ngày 3 tháng 10 năm 1985) là một cầu thủ bóng đá người Nhật Bản.

## Sự nghiệp câu lạc bộ
Tomoyuki Arata đã từng chơi cho Mito HollyHock, Júbilo Iwata, JEF United Chiba, Fagiano Okayama, Matsumoto Yamaga FC, Oita Trinita và AC Nagano Parceiro.